# 高瀬自動車学校
株式会社高瀬自動車学校（たかせじどうしゃがっこう）は、香川県三豊市にある香川県公安委員会指定自動車教習所を運営する企業である。
地域密着型の自動車教習所として西讃地区・中讃地区を中心としている。

## 取得できる免許
- 普通自動車MT
- 普通自動車AT
- 準中型自動車
- 中型自動車
- 大型自動二輪車MT
- 普通自動二輪車MT・AT
- 小型自動二輪車MT・AT
- 普通二種
- 原動機付自転車

## 所在地
- 香川県三豊市高瀬町下勝間680-3

## 市内・周辺地域
- 三豊警察署
- 三豊市役所
- 香川県立高瀬高等学校
- 香川県立笠田高等学校
- 四国学院大学香川西高等学校
- 四国学院大学
- 善通寺第一高等学校
- 父母ヶ浜
- JR高瀬駅

## 交通アクセス
- JR予讃線高瀬駅から徒歩で約10分
- JR予讃線観音寺駅から車で約19分
- JR予讃線善通寺駅から車で約17分
- JR予讃線多度津駅から車で約24分